# 東博尼托
東博尼托（西班牙語：Bonito Oriental），是洪都拉斯的城鎮，位於該國東部，由科隆省負責管轄，始建於1987年4月28日，面積467.45平方公里，海拔高度115米，2009年人口36,603，人口密度每平方公里78.3人。
15°44′N 85°44′W / 15.733°N 85.733°W